# Els Terrallers
Els Terrallers és una serra situada al municipi de Rocafort de Queralt (Conca de Barberà), amb una elevació màxima de 630,6 metres.